# Iuri Norstein
Iuri Boríssovitx Norstein, rus: Юрий Борисович Норштейн, (Andréievka, óblast de Penza, Rússia, URSS, 15 de setembre de 1941) és un guardonat animador rus conegut pels seus curtmetratges L'eriçó en la boira i Skazka Skàzok. Des de 1981 ha estat treballant en un llargmetratge anomenat L'abric, basat en el conte de Nikolai Gógol del mateix nom.
Gent com Hayao Miyazaki considera Iuri Norstein "un gran artista" i va citar Eriçó a la boira com una de les seues pel·lícules animades preferides. A més a més, Iojik v Túmane i Skazka Skàzok són considerades per alguns crítics cinematogràfics com les millors pel·lícules d'animació de la història.

## Biografia
Iuri Norstein va néixer a la vila d'Andréievka, a l'óblast de Penza, durant l'evacuació dels seus pares durant la Segona Guerra Mundial. Va créixer en el suburbi moscovita de Màrina Rosxa. Després d'estudiar en una escola d'art, Norstein va trobar feina en una fàbrica de mobles. Després d'acabar un curs d'animació de dos anys de durada, va trobar feina en l'estudi de Soiuzmultfilm el 1961. La primera pel·lícula en què va participar com animador va ser Qui ha dit "Méu"? de 1962.
Després de treballar com artista d'animació en una cinquantena de pel·lícules, Norstein va tindre l'oportunitat de dirigir pel seu propi compte. El 1968 va debutar amb 25 d'octubre, el Primer Dia , compartint direcció amb Arkadi Tiürin. La pel·lícula era commemorativa de la Revolució d'Octubre de 1917 i es van utilitzar imatges tretes de pintures dels anys 20 fetes pels artistes Nathan Altman i Kuzmà Petrov-Vodkin.
Al llarg de la dècada de 1970 Norstein va continuar treballant com a animador en diverses pel·lícules. Conforme avançava la dècada el seu estil d'animació va esdevenint cada vegada més sofisticat, fent de la seua animació com unes pintures sofisticades de moviments suaus, i fugint dels moviments bruscos que moltes animacions presenten.

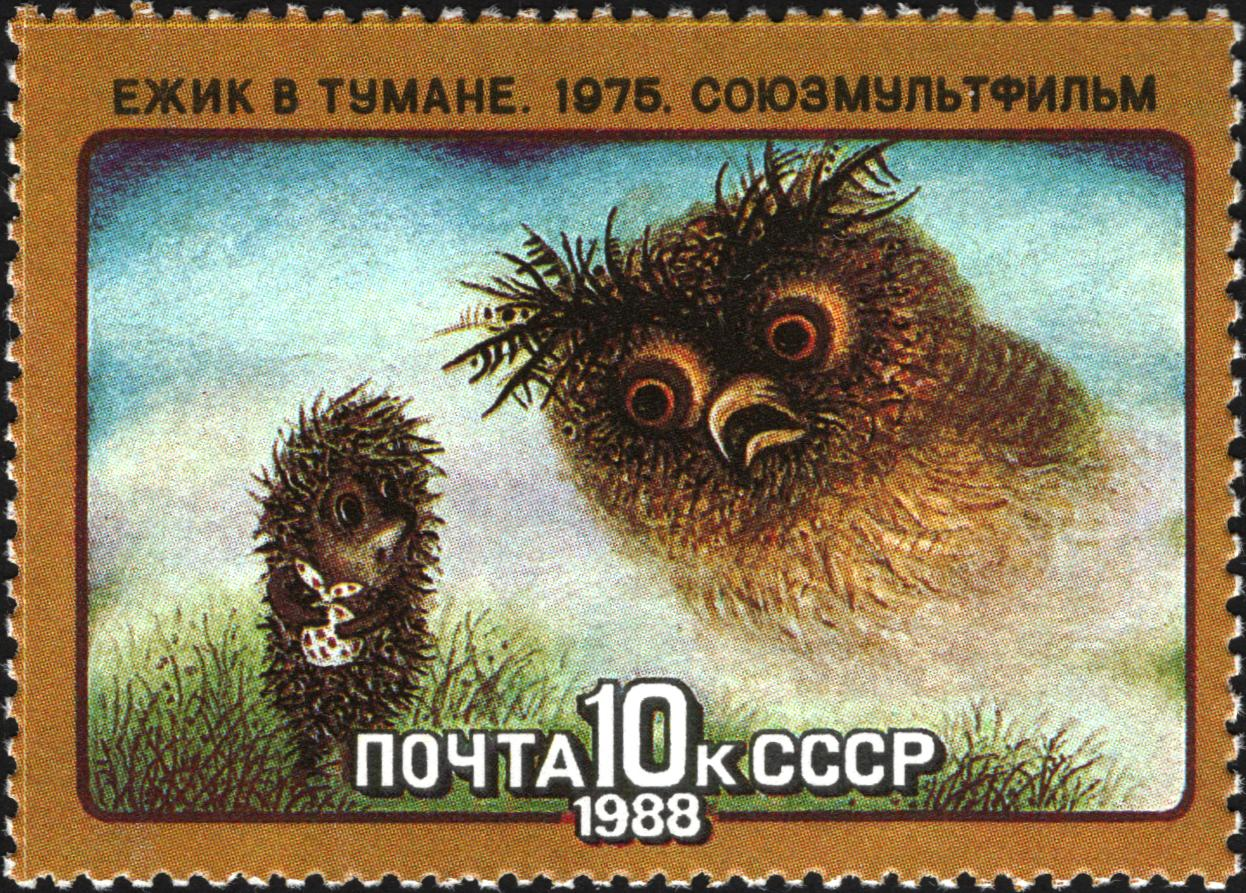
Segell soviètic de 1988 amb els personatges de L'eriçó a la boira.

Norstein utilitza una tècnica especial en la seva animació, utilitzant múltiples plaques de vidre per donar una sensació tridimensional al seu treball. La càmera es col·loca a la part superior mirant cap avall en una sèrie de plànols de vidre sobre un metre de profunditat (una cada 25–30 cm). L'individu pot moure's de vidre plans horitzontals, així com cap i fora de la cambra (per donar l'efecte d'un caràcter més estricte o més lluny). Mai no ha utilitzat ordinadors per a realitzar l'animació.
Durant molts anys ha col·laborat amb la seua esposa, l'artista Frantxesca Iàrbussova, i el cineasta Aleksandr Jukovski.
Al llarg de la dècada de 1970 i principis dels 80, el treball de Norstein rep el reconeixement de la crítica tant soviètica com internacional. Després, amarga i irònicament, va ser acomiadat de Soiuzmultfilm el 1985 per treballar amb massa lentitud en la seva última pel·lícula, l'encara inacabada adaptació de l'obra de Gógol L'abric. Per aquelles dates havia estat treballant en l'adaptació amb el seu habitual equip de tres persones durant dos anys i havia realitzat deu minuts de metratge.
L'abril de 1993, Norstein i tres dels principals animadors soviètics (Fiódor Khitruk, Andrei Khrjanovski i Eduard Nazàrov) fundaren SHARE Studio, un estudi i escola d'animació de Rússia. El Comité del cinema rus és un dels accionistes titulars de l'estudi.
Fins al dia d'avui, Norstein segueix treballant en L'abric -El seu perfeccionisme li ha valgut el sobrenom de "El Caragol d'Or". El projecte s'ha vist immers en nombrosos problemes financers, però Norstein ha dit que en l'actualitat compta amb un finançament fiable provinent de diverses fonts, tant des de dins com des de fora de Rússia. Ja n'hi ha 25 minuts de metratge finalitzats. Un parell de curts, clips de baixa resolució s'han posat a disposició del públic. Els primers 20 minuts de la pel·lícula s'han exhibit també en una gira entre les diverses exposicions del treball de Norstein realitzades a diferents museus de Rússia. La pel·lícula completa s'espera que tinga una durada de 65 minuts.
Norstein va escriure un assaig per a un llibre de Giannalberto Bendazzi sobre l'animador pinscreen Alexandre Alexeïeff anomenat Alexeïeff - Itinerari d'un mestre
El 2005 es va publicar en rus un llibre anomenat La neu sobre la gespa. Fragments d'un llibre. Conferències sobre l'art de l'animació, amb una sèrie de conferències on parlava sobre l'art de l'animació. Aquell mateix any, va ser convidat com a "animador convidat" a treballar en la pel·lícula de l'animador japonès Kihachiro Kawamoto El llibre dels morts.
El 10 d'agost de 2008, la versió completa del llibre La neu sobre la gespa es va publicar (el llibre de 2005 tenia 248 pàgines). El nou llibre, que va ser imprès a la República Txeca i finançat per Sberbank, consta de dos volums, 620 pàgines i 1.700 il·lustracions en color.